# Borgmesteren i London
|  | Embedet må ikke forveksles med Lord Mayor of London ("Overborgmesteren"), et embede i City of London. |
Borgmesteren i London er en relativt ny politisk position i London, Storbritannien. Hvervet, som blev oprettet i 2000, indehaves for tiden af Labours Sadiq Khan, som har haft posten siden han i 2016 vandt over det Konservative Partis kandidat, Zac Goldsmith med 56,8% af stemmerne.
Borgmesteren i London bliver valgt for en fireårsperiode, og har ansvar for budgetter og strategisk planlægning for hele London. Ansvaret inkluderer transport, politi og brand, kulturelle strategier og økonomisk udvikling.
I år 2000 fik London sin første direkte valgte borgmester. Efter en begivenhedsrig valgkamp blev Ken Livingstone valgt. Livingstone stillede som uafhængig kandidat efter at have blevet vraget som partiet Labours kandidat. Før valget i 2004 blev han taget ind i varmen igen, og han stillede som kandidat for partiet. Denne gang vandt han med 55,4% af stemmerne.
Den Konservative kandidat og senere Premierminister Boris Johnson slog Livingstone ved valgene i 2008 og 2012. Ved valget i 2016 blev Sadiq Khan valgt til posten.